# 아우오스섬
아우오스섬(Awos) 또는 아보스섬(Avos)은 러시아 사할린주 쿠릴 열도의 섬 중 하나이다. 마칸루시섬 서쪽에 위치해 있다. 동남쪽에는 오네코탄섬이 위치해 있다. 이 섬은 쿠릴 열도 북부에 위치해 있다. 이 섬의 면적은 매우 작아 사람이 살 수 없다. 1875년부터 1945년까지 일본이 지배하고 있었으나 전쟁에서 패한 후 러시아의 영토가 되었다.
아이누어로 하이노코(ハイノコ), 일본어로 호카케 바위(帆掛岩)이라고도 불렀다.